# Austral Alien
Austral Alien è il quinto album in studio del gruppo avant-garde metal/progressive metal Australiano Alchemist. Pubblicato il 17 giugno 2003.

## Tracce
1. First Contact – 3:07
2. Great Southern Wasteland – 4:11
3. Solarburn – 3:49
4. Alpha Capella Nova Vega – 4:32
5. Older Than the Ancients – 4:41
6. Backward Journey – 4:25
7. Nature on a Leash – 4:02
8. Grief Barrier – 3:34
9. Epsilon – 4:06
10. Speed of Life – 3:34
11. Letter to the Future – 5:52

## Formazione
- Adam Agius – voce, chitarra, tastiere
- Roy Torkington – chitarra
- John Bray – basso, tastiere, sintetizzatore
- Rodney Holder – batteria